# リーペ・サン・ジネージオ
リーペ・サン・ジネージオ（伊: Ripe San Ginesio）は、イタリア共和国マルケ州マチェラータ県にある、人口約800人の基礎自治体（コムーネ）。

## 地理

### 位置・広がり
マチェラータ県のコムーネ。県都マチェラータから南南西へ19kmの距離にある。

#### 隣接コムーネ
隣接するコムーネは以下の通り。
- コルムラーノ
- ローロ・ピチェーノ
- サン・ジネージオ
- サンタンジェロ・イン・ポンターノ

### 気候分類・地震分類
リーペ・サン・ジネージオにおけるイタリアの気候分類 (it) および度日は、zona E, 2143 GGである。
また、イタリアの地震リスク階級 (it) では、zona 2 (sismicità media) に分類される。